# Новоасбест
Новоасбе́ст — посёлок в Пригородном районе Свердловской области России. Входит в муниципальный округ Горноуральский, является центром Новоасбестовской территориальной администрации. Ранее был центром Новоасбестовского поссовета Пригородного района. В 1933—2004 годах обладал статусом рабочего посёлка (посёлка городского типа).

## Географическое положение
Новоасбест расположен к северу от Екатеринбурга, в 27 километрах (по автодороге в 32 километрах) к юго-востоку от Нижнего Тагила, на водоразделе рек Вилюй и Режик 3-й — левых притоков реки Нейвы. В полутора километрах к северу от посёлка находится ботанический и гидрогеологический памятник природы — Паклинское болото. Через Новоасбест проходит шоссе местного значения Нижний Тагил — Алапаевск.

## История
История Новоасбеста началась в 1902 году, когда на месте разработки карьера по добыче асбеста были образованы Вознесенский рудник и поселение Куделька. Первая казарма рабочих была построена 1904 году. Рабочие занимались кустарной добычей «каменной кудели» (хризотил-асбеста), с чем было связано название селения. Руководителем добывающих работ был П. Н. Деев.
В 1913 году в Кудельке открылась одноэтажная деревянная больница на 12 коек. При больнице имелось собственное хозяйство: корова и лошадь, посадки картофеля и овощей.
С приходом советской власти посёлок Куделька был переименован в Красноуральский рудник. В 1920-е годы на асбестовом руднике появились паровозы-«кукушки» для откатки породы, скиповые подъёмники, а также была построена обогатительная фабрика. Вместо казарм у рабочих появилось новое жильё — каркасно-засыпные казённые дома. С 1924 года было организовано начальное обучение детей в школе. В 1928 году открылась пекарня, появился кооперативный магазин взамен торговой лавки, а в 1932 году были построены новые школа и клуб.
22 февраля 1933 года постановлением ВЦИК посёлок был переименован в Новоасбест и получил статус посёлка городского типа. Был организован Новоасбестовский Совет рабочих депутатов. Поселковый жилой фонд к началу 1940-х годов состоял в основном из бараков, в которых проживало более тысячи человек. Работали пожарная команда, почтовое отделение, баня, ветеринарная лечебница. От петрокаменской промысловой артели «МЮД» работала мастерская по ремонту обуви.
В связи с началом Великой Отечественной войны Красноуральский рудник был законсервирован, а вскоре и вовсе ликвидирован. На фронт из Новоасбестовского поссовета было призвано 332 человека. Из них не вернулись 113 человек. В 1941 году в Новоасбесте был открыт детский дом, просуществовавший до 1952 года. В 1942 году детдом принял эвакуированных детей из блокадного Ленинграда.
Для отработки месторождения «голубого» асбеста в 1950 году в посёлке было создано Красноуральское асбестовое рудоуправление треста «Союзтрест». Директором рудника назначили П. И. Савина. В марте предприятие переименовали в Анатольское рудоуправление треста «Союзасбест».
На базе Анатольско-Шиловских месторождений амфибол-асбеста в августе 1952 года был построен Анатольевский горно-обогатительный комбинат. Предприятие было реконструировано в 1959 году, что связано с именем его директора В. Д. Цыганкова. За время его работы комбинат многократно занимал почётные первые и вторые места во Всесоюзном социалистическом соревновании. Реконструированные объекты АГОКа: ремонтно-механические мастерские, обогатительная фабрика, котельная, водопроводные сети и очистеые сооружения — введены в эксплуатацию в 1966 году.
Вместе с ростом промышленного предприятия со второй половины XX века рос и развивался сам Новоасбест. В 1955 году открылся детский садик на 140 мест, в 1965 году — средняя школа на 520 учеников. 1967 год ознаменовался открытием комбината бытового обслуживания. В память о воинах, павших в годы Великой Отечественной войны, в ноябре 1967 года в центре посёлка был возведён обелиск. В 1972 году открылся дом культуры на 320 мест, а в 1975 году — больница на 50 коек с поликлиникой. В 1983 году в посёлке открылась музыкальная школа. В 1987 году в Новоасбесте была построена летняя эстрада, а также началось строительство телефонной станции на 500 номеров.
С 31 декабря 2004 года Новоасбест утратил статус посёлка городского типа и стал посёлком сельского типа.
Горно-обогатительный комбинат закрылся в 2011 году.

## Население
| 1959 | 1970  | 1979  | 1989  | 2002  | 2010  | 2021  |
| ---- | ----- | ----- | ----- | ----- | ----- | ----- |
| 2650 | ↘2292 | ↗2679 | ↗3239 | ↘2434 | ↘2220 | ↘2033 |

Структура
По данным Всероссийской переписи населения 2010 года, в Новоасбесте проживали 1007 мужчин и 1213 женщин.
На 1 января 2015 года в посёлке проживало 2248 человек.

## Инфраструктура
В Новоасбесте есть центр культуры и досуга, библиотека, школа, детский сад, окружная больница, станция скорой помощи и дом инвалидов, пожарная часть, отделения «Почты России» и Сбербанка. Добраться до посёлка можно на автобусе из Нижнего Тагила и Алапаевска.